# 쿨케이
쿨케이(본명; 김도경, 1981년 6월 15일 ~ )는 뮤직비디오 CF 감독이자, 쇼핑몰 CEO, 모델, 텔레비전 진행자이다. 쇼핑몰인 로토코를 운영했었으며, 현재 브랜드 크리에이티브 디렉터와 클럽 DJ를 하고 있다.

## 경력
쿨케이는 2003년 1월 부활의 〈YESTER DAY〉를 처음 뮤직비디오 감독을 맡았다. 당시 23살 나이로 국내 최연소 감독이라 언론의 주목을 받았으며, 뮤직비디오 남자 주인공으로 홍익대학교 동기였던 조한선이 우정 출연해 화제가 되기도 했다. 상업적인 음악보다 언더 음악가들과 주로 작업을 하였으며, 2004년 1월 노홍철과 함께 참가한 람데쉬 수염 대회를 계기로 모델 활동을 시작하였다.  로토코라는 패션사이트를 통해 빈티지 패션을 유행시켰으며, 패션 코드와 문화를 선도하며 각광을 받았었다. KTF 옥션 삼성화재 등의 광고 모델로도 활동하였고, 패션 방송프로그램도 진행했다. 쿨케이는 2006년 현역 입영대상자 판정을 받은 뒤 브로커에게 약 200만원의 금품을 주고 혈압을 높이는 방법으로 공익근무에 해당하는 4급 판정을 받은 혐의로 기소, 징역 8월에 집행유예 2년을 선고받았다. 결국 현역으로 2008년 입대하였다. 군대가기전 백지영과 에릭 요조와 '노스텔지아'라는 음반을 제작하였다. 2011년 <그녀와 녀석들>이라는 패션 다큐멘터리 프로그램을 연출하며, 출연도 하였다. 2013년 m.net <방송의 적>이라는 프로그램에 괄약케이라는 닉네임으로 출연하였다. 2014년 <쿨럭쿨락>이라는 본인의 여행기와 자서전을 출간했다. 2015년 '제라지다'라는 디제이 그룹을 결성했고, DJ쿨케이라는 이름으로 솔로 활동했다.  현재는 서울 한남동에서 포르멘테라 라는 테일러샵을 운영하고 있다.

## 텔레비전 광고
- KTF
- 옥션
- 삼성화재
- 오이 스트리트
- 헬로 APM
- 알루팝
- 우디
- 맥심모카골드
- lotoco

## 영화
- 2017년 리얼 - 시에스타 VIP 게스트 역

## 프로그램 진행
- 올리브 스타일 홀릭
- Mnet 가장 공정한 차트
- 온게임넷 슈퍼 앱 코리아
- Mnet 방송의 적 이적쇼